# Xã Havana, Quận Deuel, South Dakota
Xã Havana (tiếng Anh: Havana Township) là một xã thuộc quận Deuel, tiểu bang Nam Dakota, Hoa Kỳ. Năm 2010, dân số của xã này là 193 người.